# Comedy Central Україна
«Comedy Central Україна» — закритий український розважальний телеканал, який був українською версією однойменного американського телеканалу. Телеканал почав мовлення у листопаді 2017 року під брендом «Paramount Comedy». Входив до складу медіаконгломерату «1+1 Media».

## Історія
У листопаді 2017 року стало відомо, що «1+1 Media» придбали ліцензію на українську версію розважального телеканалу «Paramount Comedy» медіаконгломерату «Viacom». 22 листопада україномовна версія телеканалу розпочала тестове мовлення у кабельній мережі «Ланет».
Наприкінці грудня 2017 року / на початку січня 2018 року «1+1 Media» розпочала повноцінне мовлення україномовної версії телеканалу «Paramount Comedy» і канал з'явився в пакетах наступних українських кабельних та супутникових операторів: 18 грудня 2017 — «Київстар», пакет «Домашнє ТБ», на початку січня 2018 — «Viasat Україна», 1 січня 2018 — «Місто-ТВ», 2 січня 2018 — «Triolan», 5 січня 2018 — «Xtra TV» (припинив мовлення 1 березня 2019, і відновив 12 січня 2021), 10 січня 2018 — «Volia».
22 червня 2018 року у каналу з'явився власний сайт — paramountcomedy.com.ua. За словами прес-служби власника каналу групи «1+1 Media» візуальний стиль сайту адаптовано для українського глядача відповідно до вимог партнера «1+1 Media» і правовласника каналу – американської компанії «Viacom».
Дублювання та озвучення телевізійного контенту для телеканалу здійснюють дві студії дубляжу: «1+1» і «Так Треба Продакшн».
У зв'язку з російським вторгненням в Україну з 28 лютого по 31 травня 2022 року телеканал цілодобово транслював інформаційний марафон «Єдині новини». В етері була відсутня реклама.
1 червня 2022 року телеканал відновив самостійне мовлення.
1 березня 2023 року телеканал провів ребрендинг у «Comedy Central».
1 січня 2025 року телеканал припинив мовлення в Україні.

## Рейтинги
2021 року частка «Paramount Comedy Україна» склала 0,27 % з рейтингом 0,03 % (дані Індустріального Телевізійного Комітету, аудиторія 18-54 міста 50 тис.+, 26-е місце серед українських каналів).

## Наповнення етеру

### Серіали
- Друзі
- Теорія великого вибуху
- Юний Шелдон (Дитинство Шелдона)
- Мамця
- Буває й гірше
- Супермаркет
- Новенька
- Спільнота
- Американська сімейка
- У Філадельфії завжди сонячно
- Ґолдберги
- Труднощі асиміляції
- Дві дівчини без копійчини
- Корпорація
- Бруклін 9-9
- Незграба
- Останній справжній чоловік
- Просто немає слів
- Брод Сіті
- Ріно 911
- Усі ненавидять Кріса
- Теле-тато у відставці
- Кі та Піл
- Аквафіна ― Нора із Квінсу
- Беккер
- Мачуха
- Фрейзер
- Король Квінзу
- Правила спільного життя
- Сусідство

### Мультсеріали
- Бівис і Батхед
- Гей, Арнольде!
- Дарія
- Дика сімейка Тонберів
- Злюки бобри
- КітПес
- Південний парк
- Пустуни
- Ракетна міць
- Губка Боб Квадратні Штани
- Справжні монстри
- Сучасне Роккове життя
- Шоу Рена та Стімпі

### Програми
- Paramount Comedy. Кадри
- Парамаунт хіхоньки
- Замок Такеші
- Хто хоче стати супергероєм?
- Відеобімба
- Помста природи
- Парад незграб

## Логотипи
Телеканал змінив 3 логотипи.
| Логотип | Опис |
| ------- | --- |
|         | З 22 листопада 2017 до 4 серпня 2021 року логотипом телеканалу був чорно-червоний круг з будинком написом «PARAMOUNT COMEDY» білого кольору. Логотип був непрозорий. Знаходився у правому верхньому куті.                                   |
|         | З 5 серпня 2021 до 28 лютого 2023 року використовувався схожий логотип: круг з будинком білого кольору. Знаходився там само. |
|         | З 1 березня 2023 до 31 грудня 2024 року логотипом телеканалу були дві жовті літери «C», більша з яких охоплювала меншу та повернулась ліворуч. Під ними був розташований білий напис «COMEDY CENTRAL». Знаходився у лівому верхньому кутку. |